# Ledigenwohnheim (Mathildenhöhe)

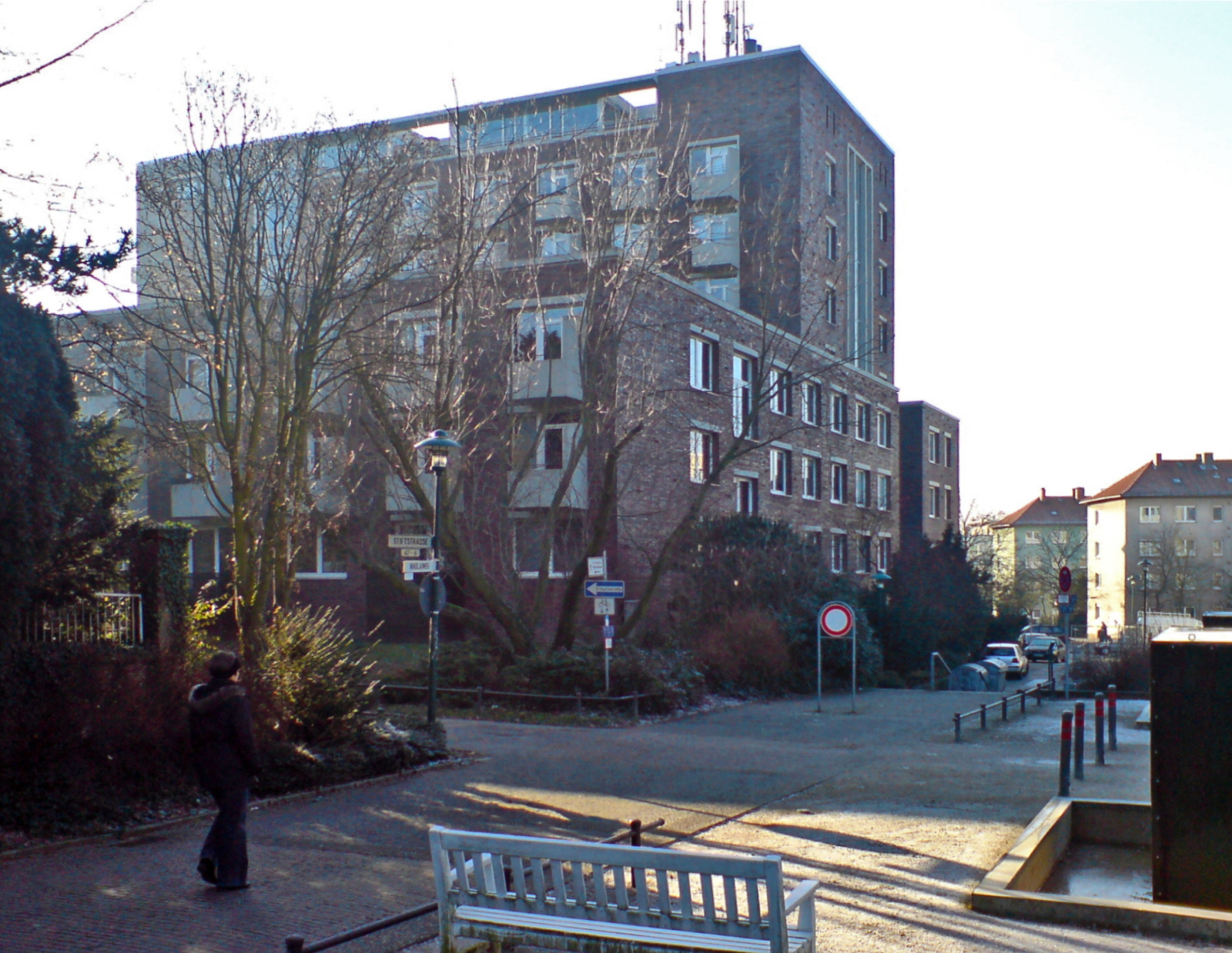
Ledigenwohnheim, Ostseite (2007)

Das Ledigenwohnheim ist ein ursprünglich als Ledigenheim errichtetes Gebäude in Darmstadt, Pützerstraße 6, an der Mathildenhöhe. Es steht unter Denkmalschutz.

## Geschichte und Beschreibung
Das von 1952 bis 1955 nach Plänen des Architekten Ernst Neufert errichtete Ledigenwohnheim gehört zu den fünf ausgeführten Darmstädter Meisterbauten, die Zeugnis ablegen von der Architekturdiskussion der Nachkriegszeit. 
Der 1951 in der Ausstellung „Mensch und Raum“ gezeigte Entwurf Neuferts für das Wohnheim wurde 1952–55 in leicht veränderter Form vom Bauverein für Arbeiterwohnungen auf einem Grundstück am Fuße der Mathildenhöhe direkt an der Erich-Ollenhauer-Promenade realisiert.  
Es entstand ein sechsgeschossiges Wohngebäude mit 156 kleinen Wohnungen, das ursprünglich als Unterkunft für Alleinstehende gedacht war. Im Gebäude gab es zudem eine Wäscherei, einen Laden und ein Restaurant. Aus dem Mangel der Nachkriegszeit heraus bestimmte ein maßvoller Einsatz der Mittel die gestalterischen Themen.
Das Ledigenwohnheim besteht aus einem umlaufenden viergeschossigen Gebäudering und einem neungeschossigen Hochhaus, die beide auf einem das abfallende Gelände ausgleichenden Sockel stehen. Markant heben sich die hellen Balkonbrüstungen und Fenstergewände von der mit braun-violetten Hartbrandklinkern verkleideten Fassade ab. An der Westseite ragt eine breite Freitreppe in den Straßenraum. Sie wird von hohen Mauern gefasst und führt auf die großzügige Terrasse eines Restaurants, das sich auf dem Sockel befindet. Erschlossen wird der Komplex über zwei Eingänge an der Nordseite und einem neu geschaffenen Eingang auf der Südseite des Gebäudes.
Mit 156 Wohneinheiten, davon 131 Ein-Zimmer-Apartments, war das Gebäude in erster Linie für Alleinstehende und junge Ehepaare gedacht und wurde, bedingt durch gesellschaftliche Veränderungen, den heutigen Ansprüchen an Wohnraum nicht mehr gerecht. Anfang des 21. Jahrhunderts wurde das Gebäude saniert und größere Wohneinheiten geschaffen. Gestaltungsmerkmale des denkmalgeschützten Bestandes wurden aufgegriffen und verstärkt oder an anderer Stelle fortgeführt. Zudem wurde die Haustechnik auf einen modernen Stand gebracht. Aus Gründen der Denkmalpflege blieben das äußere Erscheinungsbild und der Zuschnitt einiger Wohnungen im Original erhalten. Daraus entwickelte sich ein Gestaltungskonzept, welches die Themen der 1950er Jahre variiert und zeitgemäß verarbeitet. Die Eingriffe bleiben so im Gebäude erkennbar. 
Die Konzeption sah weitere drei sichtbare Veränderungen vor: Zum einen wurde das bisher als Trockenboden und durch ein Bierlokal mit Terrasse genutzte Dachgeschoss einer völlig neuen Nutzung zugeführt. Dort befinden sich vier jeweils um einen bis zwei Lichthöfe gruppierte Atriumwohnungen, die an der Rückseite des Gebäudes auch deutlich wahrgenommen werden können. Zum anderen wurden die Einzimmerapartments im Hochhaus nach dem Vorbild der Unité d`habitation von Le Corbusier zu Maisonette-Wohnungen zusammengefasst. Im Gebäudering wurden jeweils zwei bis drei benachbarte Einzimmerapartments auf einem Geschoss zu Zwei- und Drei-Zimmer-Wohnungen umgebaut.
Nach der Revitalisierung entstand auf diese Weise eine Wohnungsmischung aus den Typen Atriumwohnung, Maisonettewohnung und Geschosswohnungen, die innerhalb des bestehenden Baukörpers durch Kombination der ehemaligen Ein-Zimmer-Raumeinheiten so angeordnet und miteinander verschränkt sind, dass ein räumliches Puzzle entstand.